# 自衛隊死の行軍事件
自衛隊死の行軍事件（じえいたいしのこうぐんじけん）は、1957年に陸上自衛隊が悪天候の中で行軍演習を強行し、参加した自衛官2人が過労により死亡した事件。「青竹事件」と呼ばれている。

## 概要
1957年（昭和32年）2月5日夜、広島県賀茂郡八本松町（現東広島市）陸上自衛隊原村演習場にて、「行進競技会」と呼ばれる夜間行軍演習が開始された。その演習は、80Kmの道程を、約10Kgの完全装備で行軍するという過酷なものであった。加えて、行軍時は強い雨が降っており、その過酷さから落伍者が相次いだ。しかし、行軍は続行され、翌2月6日、第7普通科連隊所属の自衛官2人が過労で倒れ死亡した。

## 影響
事件後、当時の陸上幕僚長は、行軍参加者を「全自衛隊員の鑑」と称賛したが、その後の調査で、参加者のほとんどは上官の暴行により参加を強制されていたことが明らかとなった。
また、本件は国会でも追及されたため、同年3月12日、防衛庁（当時）は陸自幹部ら10人を処分した。